# Padam Padam (spectacle)
Pour l’article homonyme, voir Padam, padam....
Padam Padam est un spectacle musical créé en 2010 à Paris par Isabelle Georges, Frederik Steenbrink, Jérôme Sarfati et Edouard Pennes, "inspiré de la vie fabuleuse de Norbert Glanzberg", auteur méconnu d'airs célèbres, dont le spectacle retrace le parcours et l'œuvre à travers une sélection de ses chansons.

## Histoire
Un petit garçon de Galicie, Norbert Glanzberg, demande à sa mère au cinéma, où le film muet est "sonorisé" par un orchestre: "Pourquoi la musique elle rit et elle pleure en même temps?" Ce sera le début de sa vocation, qui va l'amener à Berlin, puis après qu'il aura été déclaré "artiste juif dégénéré" par Joseph Goebbels, à Paris.
Auteur de musique de films et de chansons, Norbert Glanzberg donne à la chanson des années 1930 à 1950 plusieurs de ses airs les plus célèbres, comme Les grands boulevards (paroles de Jacques Plante, chanson parmi les "classiques" d'Yves Montand), Mon manège à moi (paroles de Jean Constantin) ou Padam... Padam... (paroles d'Henri Contet) qui donne son nom au spectacle - ces deux chansons font partie des plus connues d'Édith Piaf, qui a aussi écrit elle-même les paroles de Sophie, autre chanson sur une musique de Norbert Glanzberg.
Les quatre interprètes de Padam Padam racontent en musique, en chansons et en jeu théâtral le parcours du grand compositeur, qui rencontre Alban Berg et Bela Bartok, doit fuir le nazisme en France, puis pendant la guerre à nouveau fuir dans le sud, où il est arrêté, relâché, caché dans une maison où il côtoie Maurice Chevalier, Mistinguett et d'autres, puis de retour à Paris à la Libération.
Ils évoquent aussi ses nombreuses aventures féminines, dont la liaison avec Piaf, ponctuées de plusieurs Mil e tre ("mille trois" en italien) clin d’œil pour cet autre Don Juan à l'Air du Catalogue de Don Giovanni (acte I), où le valet Leporello énumère les conquêtes de son maître.

## Fiche technique
- Interprètes:
  - Isabelle Georges : chant et danse
  - Frederik Steenbrink : piano et chant
  - Jérôme Sarfati : contrebasse et piano
  - Édouard Pennes : guitare manouche

- Arrangements : Cyrille Lehn
- Lumières : Fred Millot
- Son : Silouane Colmet Daâge
- Production : Josette Milgram-Todorovitch et La Compagnie Comme Si

- Représentations : à Paris à partir de l'été 2010 au théâtre La Bruyère, puis à partir de décembre 2010 au théâtre des Mathurins, et à l'été 2011 au théâtre de la Gaîté-Montparnasse. Après la dernière le 3 septembre 2011 à la Gaîté-Montparnasse, qui était la 221e représentation depuis 2010, le spectacle est parti en tournée.

## Autour du spectacle
Les chansons réarrangées et interprétées dans Padam Padam, toutes sauf une (plus une musique de Django Reinhardt) sur des musiques de Norbert Glanzberg, sont sur des textes de:
- Henri Contet
- Gerd Karlick
- Jean-Marie Huard et Gaston Groëner
- André Hornez
- Fernand Bonifay
- Roger Lucchesi et Jean Féline
- Jacques Larue
- Alain Nancey
- Francis Lemarque
- Jacques Plante (I will follow him, adaptation de Chariot, par Norman Gimbel et Arthur Altman)
- Michel Rivgauche
- Jean Constantin
- Pierre Delanoë

## Accueil critique
Pour Télérama, le spectacle "n’a pas seulement pour vocation de divertir et éblouir: il entend aussi faire découvrir un inconnu célèbre, un homme né en Pologne, exilé en Allemagne puis réfugié en France, dont la vie est un roman et l’œuvre, un monument".
"Du petit juif de Galicie qui, à 4 ans, piétinait l’harmonica offert par sa mère en lui reprochant de ne pas avoir toutes les notes au compositeur dont les mélodies feront le tour du monde (portées par les voix d'Édith Piaf, Yves Montand, Maurice Chevalier, Mistinguett, Luis Mariano, Francis Lemarque... puis Étienne Daho, Arthur H., Catherine Ringer), la biographie est orchestrée avec maestria et beaucoup de joie, d’humour et d’émotion. L’académisme reste en coulisse."
Dans Le Monde, Renaud Machart salue en Isabelle Georges "une artiste épatante, pleine d’entrain et de charme" et "ses camarades", "des touche-à-tout de génie, qui passent du piano à la contrebasse, de la guitare à l’harmonica". S'il trouve que le dernier tiers manque un peu "de rebond dramatique" passé le drame de la guerre, le critique conclut cependant que "l’on passe une soirée exquise dont on sort la tête pleine de mélodies irrésistibles".
Le Nouvel Observateur et Le Canard enchaîné qualifient Isabelle Georges d'"éblouissante", le premier applaudissant "un pur moment de plaisir", le second décrivant "une emballante comédie musicale qui retrace la vie hautement romanesque de Glanzberg".

## CD
Un disque a été tiré du spectacle et édité en décembre 2011. Il reprend la plupart de ses morceaux, avec les mêmes musiciens et interprètes, plus Rémi Oswald (guitare rythmique), David Grébil (batterie), Philippe Berrod (clarinette), Richard Schmoucler et Christian Brière (violons), Marc Desmons (alto) et Claude Giron (violoncelle). Il comprend les chansons (toutes sur une musique de Norbert Glanzberg) :
- Padam, padam..., paroles d'Henri Contet
- Sans y penser, paroles de Jean-Marie Huart et Gaston Groëner
- Moi j'm'en fous, paroles d'André Hornez
- Medley (pot-pourri des chansons Maria, J'en rêve, J'ai envie de t'embrasser et Les Grands Boulevards, paroles de Roger Lucchesi, Jean Féline, Jacques Larue, Alain Nancey, Francis Lemarque et Jacques Plante)
- Sophie, paroles d'Édith Piaf
- Toujours plus belle, paroles de Francis Blanche
- Le ballet des cœurs, paroles de Michel Rivgauche
- Il fait bon t'aimer, paroles de Jacques Plante
- Jenny La Chance, paroles de Claude Delécluse et Michelle Senlis
- I Will Follow Him, paroles anglaises de Norman Gimbel et Arthur Altman
- Ça c'est d'la musique, paroles de Michel Rivgauche
- Tout le long des rues, paroles de Jacques Larue
- Mon manège à moi, paroles de Jean Constantin
- Na-bu-co-do-no-zor, paroles de Pierre Delanoë